# 187 – Eine tödliche Zahl
187 – Eine tödliche Zahl (Originaltitel: 187 – One Eight Seven) ist ein US-amerikanischer Spielfilm aus dem Jahre 1997, der als Drama mit Thrillerelementen einzuordnen ist. Regisseur war Kevin Reynolds, das Drehbuch schrieb der Lehrer Scott Yagemann, der viele Jahre in Los Angeles unterrichtete und im Film seine Erfahrungen verarbeitet. Die Hauptrollen wurden von Samuel L. Jackson und John Heard gespielt.

## Handlung
Trevor Garfield ist ein idealistischer Lehrer an einer Schule mit überwiegend schwarzen Schülern in New York City. Als er einem seiner Schüler die Versetzung verweigert, schreibt dieser „187“, den kalifornischen Polizeicode für Mord, in Garfields Lehrbuch. Kurz darauf wird der Lehrer mitten auf dem Schulgelände niedergestochen und lebensgefährlich verletzt.
Nach 15 Monaten versucht er einen Neuanfang und zieht nach Los Angeles. Er nimmt an einer Ghetto-Schule seine Arbeit als Vertretungslehrer auf. Dort begegnet er aber nicht minder desolaten und gewalttätigen Zuständen. Aber Garfield kann nicht zusehen, wie sein Weltbild vor seinen Augen zerstört wird, und geht zum Gegenangriff über, indem er sich gegen seine alten Ideale stellt und die Schüler mit ihren eigenen Waffen zu schlagen versucht. Dies äußert sich darin, dass Garfield einem Schüler, der einer Kollegin gegenüber Morddrohungen ausgesprochen hatte, zuvorkommt und ebendiesen zur Strecke bringt. Ein anderer seiner Schüler wird betäubt und bricht in der Nähe einer Autobahn zusammen. Während er bewusstlos ist, wird ihm ein Finger abgetrennt.
Zum Ende des Films verdichten sich die Indizien gegen den Protagonisten, sodass er vom Schuldienst suspendiert wird. Am selben Tag suchen ihn drei seiner Schüler in seinem Haus auf, mit dem festen Vorsatz, ihn zu ermorden.
In dieser letzten Szene wird reflektierend der Sinn und Zweck des Daseins als Gangmitglied von Garfield gegenüber seinem vermeintlichen Mörder veranschaulicht und hinterfragt, während sie eine Art russisches Roulette spielen, wobei sich Garfield und sein Widersacher letztlich umbringen.

## Die Zahl 187
187 ist die Nummer des Paragraphen im kalifornischen Strafgesetzbuch, in dem Mord behandelt wird.  Jugend- und andere Gangs haben den Code aufgegriffen und benutzen ihn als Drohung.

## Kritik
„Eine bittere, letztlich resignative Bestandsaufnahme des US-amerikanischen Schulalltags, getragen von einer an Musikvideos angelehnten Ästhetik und effektiv eingesetzter Musik, deren Klischees der Film unreflektiert übernimmt. Der ambivalenten Darstellung der Lehrer steht eine Dämonisierung der Jugend gegenüber.“

Die Deutsche Film- und Medienbewertung FBW in Wiesbaden verlieh dem Film das Prädikat „besonders wertvoll“.